# 赤松光範
赤松 光範（あかまつ みつのり）は、南北朝時代の武将、守護大名。摂津守護。赤松範資の嫡男で赤松則村（円心）の孫に当たる。京都七条の屋敷に住んでいたことから七条 光範（しちじょう みつのり）とも称される。
正平5年/観応元年（1350年）と翌正平6年/観応2年（1351年）に祖父と父が相次いで亡くなり、摂津守護職は光範に受け継がれたが、家督と播磨は叔父の則祐に移った。正平7年/観応3年（1352年）に南朝が京都を襲撃する事態が発生すると、近江に逃れた将軍足利義詮の召集命令に応じて叔父と共に北朝に味方し京都を奪回、男山包囲戦にも加わった（八幡の戦い）。
正平14年/延文4年（1359年）の南朝征討にも従軍したが、翌年に摂津守護職を佐々木道誉に交替させられた。正平18年/貞治2年（1363年）に摂津守護に再任されたが、文中3年/応安7年（1374年）に細川頼元に替えられた。弘和元年/永徳元年（1381年）10月3日に死去、享年62。
子孫は七条氏として存続、戦国時代に義村が惣領家の家督を継承した。また義村の弟義允の末裔は戦国期に石野氏を名乗って別所氏・豊臣氏に仕え、江戸時代には5000石の大身旗本として赤松家を再興した。